# Heterobrissus hystrix
Heterobrissus hystrix is een zee-egel uit de onderorde Paleopneustina. Voor de taxonomische positie, zie het geslacht.
De wetenschappelijke naam van de soort werd in 1880 gepubliceerd door Alexander Agassiz.